# 湖南博物院

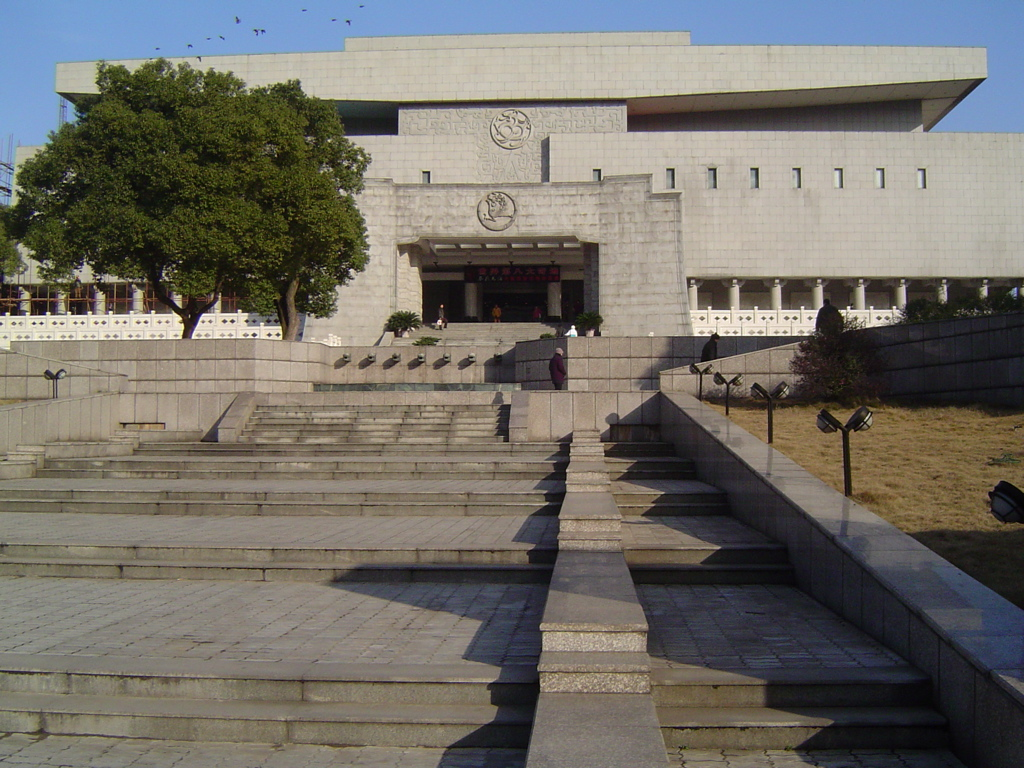
湖南博物院外観

湖南博物院（こなんはくぶついん、中: 湖南博物院、英: Hunan Museum）、旧称:湖南省博物館とは、中国湖南省長沙市にある博物館。1972年以降長沙にて発掘された馬王堆漢墓の出土品を多数展示している。

## 概要
中国湖南省長沙市の開福区に位置し、建設は1951年、開館は1956年。2012年から磯崎新の設計による全面的改修が行われて、2017年に新博物館が開館した。
収蔵は2006年の時点で11万余点、中国における国家一級文物の指定を受けたもの763点である。敷地面積51,000平方メートル、建築面積29,000平方メートルで湖南省からAAAA級(4A級)旅行景観区に認定。
殷周楚ら古代中国、紀元前からの出土品を中心に展示してあり、特に長沙で馬王堆漢墓が発見され同博物館にて展示以降は、世界の研究者から注目を浴びた。特に帛書帛画を含む簡帛類（竹簡木簡を含む古文書類）は、「驚異的出来事」とされたものを含み、佚書も多く存在した（馬王堆帛書）。
2004年には湖南省博物館所蔵品の馬王堆漢墓出土品と走馬楼発掘品が来日し、サントリー美術館にて展示された。
2022年に「湖南省博物館」から「湖南博物院」に改名された。

## ギャラリー

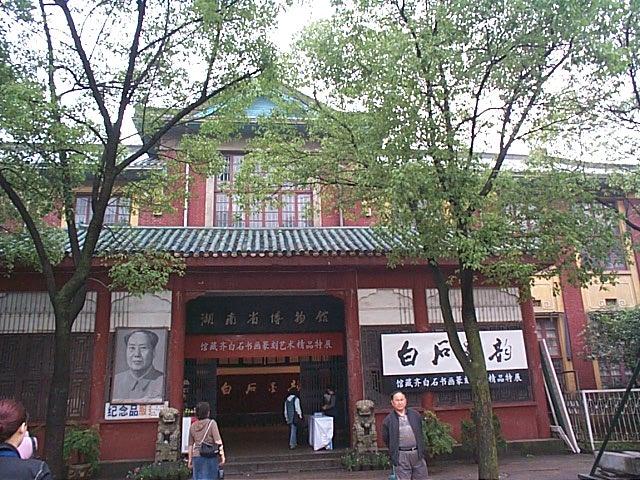
前面改修前の博物館入り口（2002年）
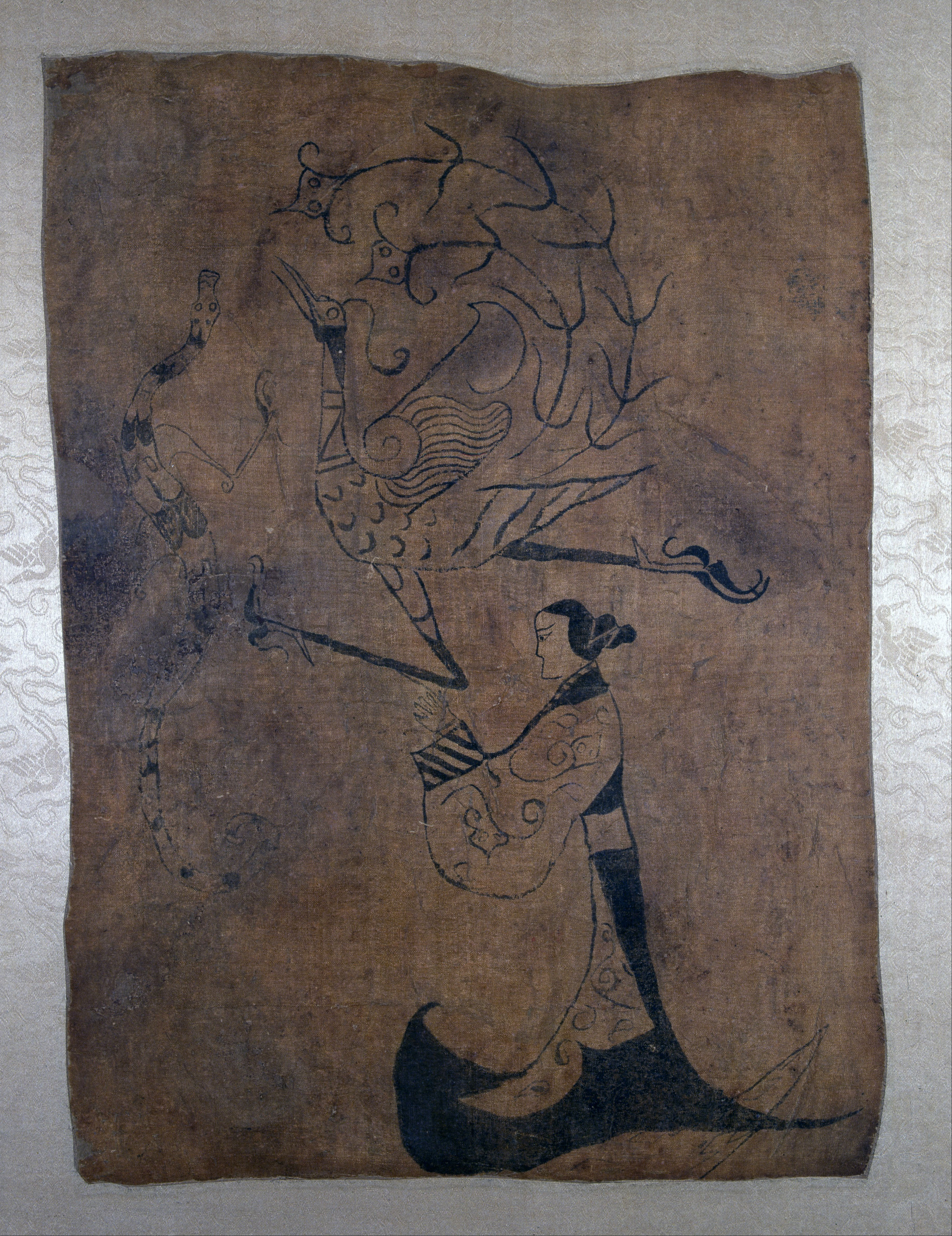
帛画人物竜鳳図
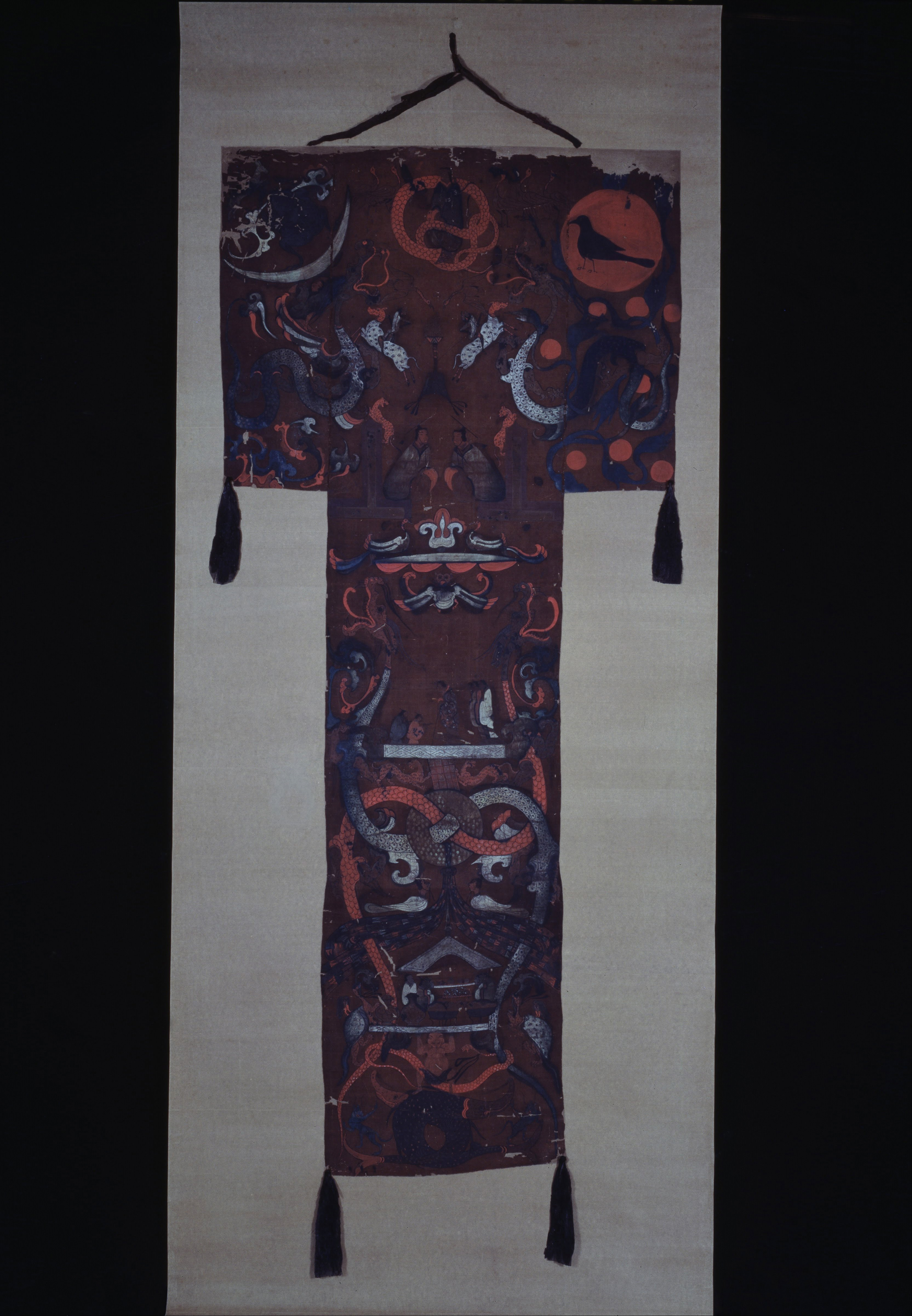
帛画Ｔ型帛画
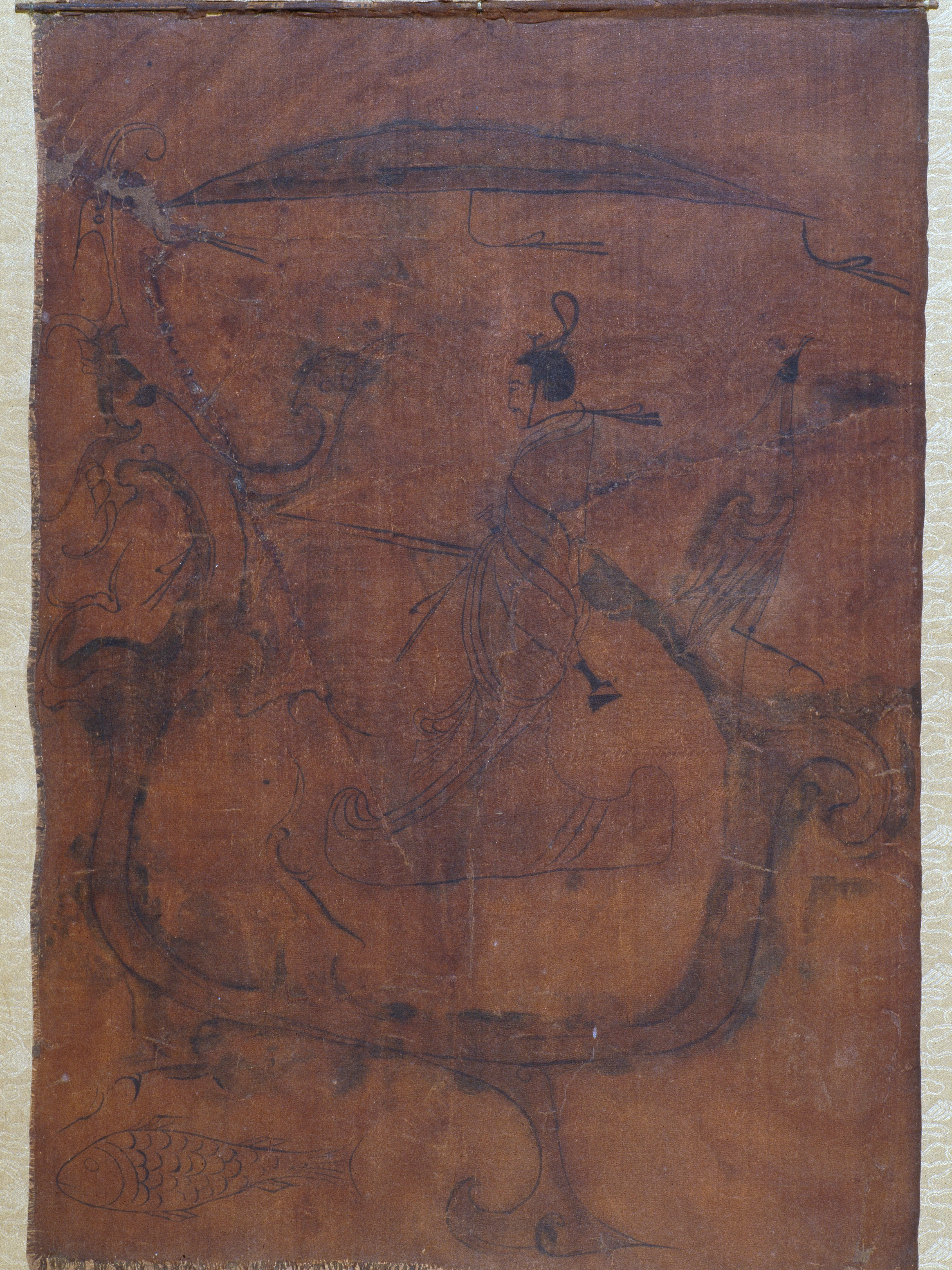
帛画人物御竜帛画
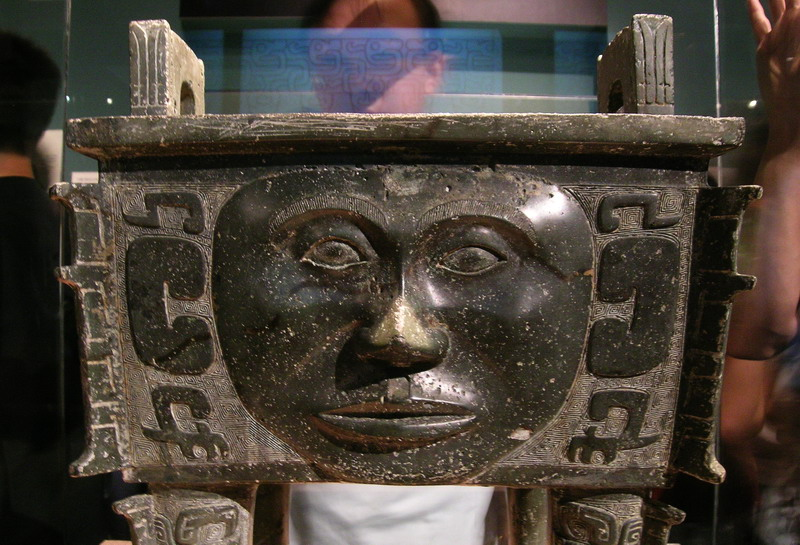
人面紋方鼎。殷代晩期（約紀元前1300年-紀元前1046年）
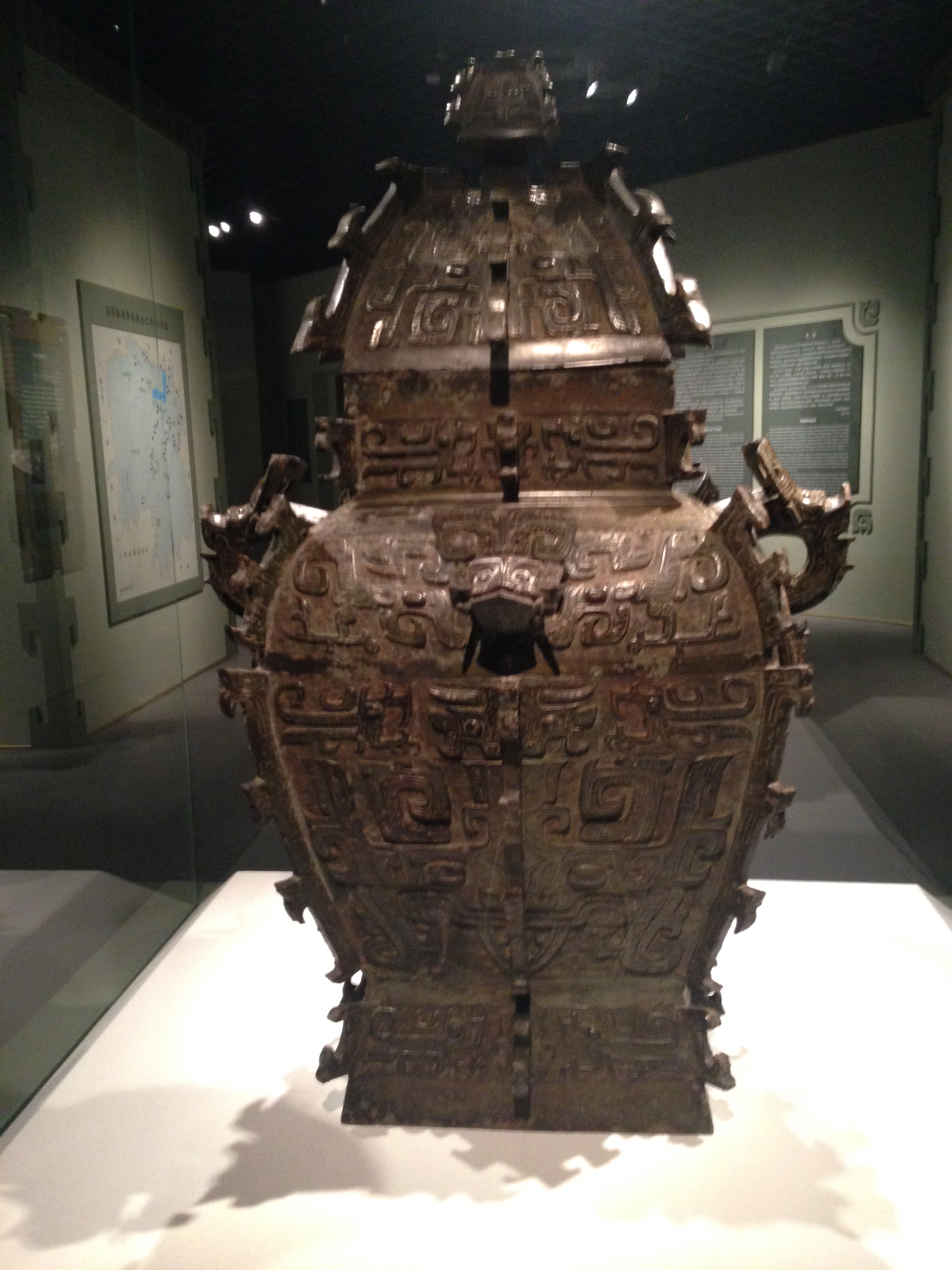
皿方罍（青銅酒器）、殷末周初（約紀元前11世紀）
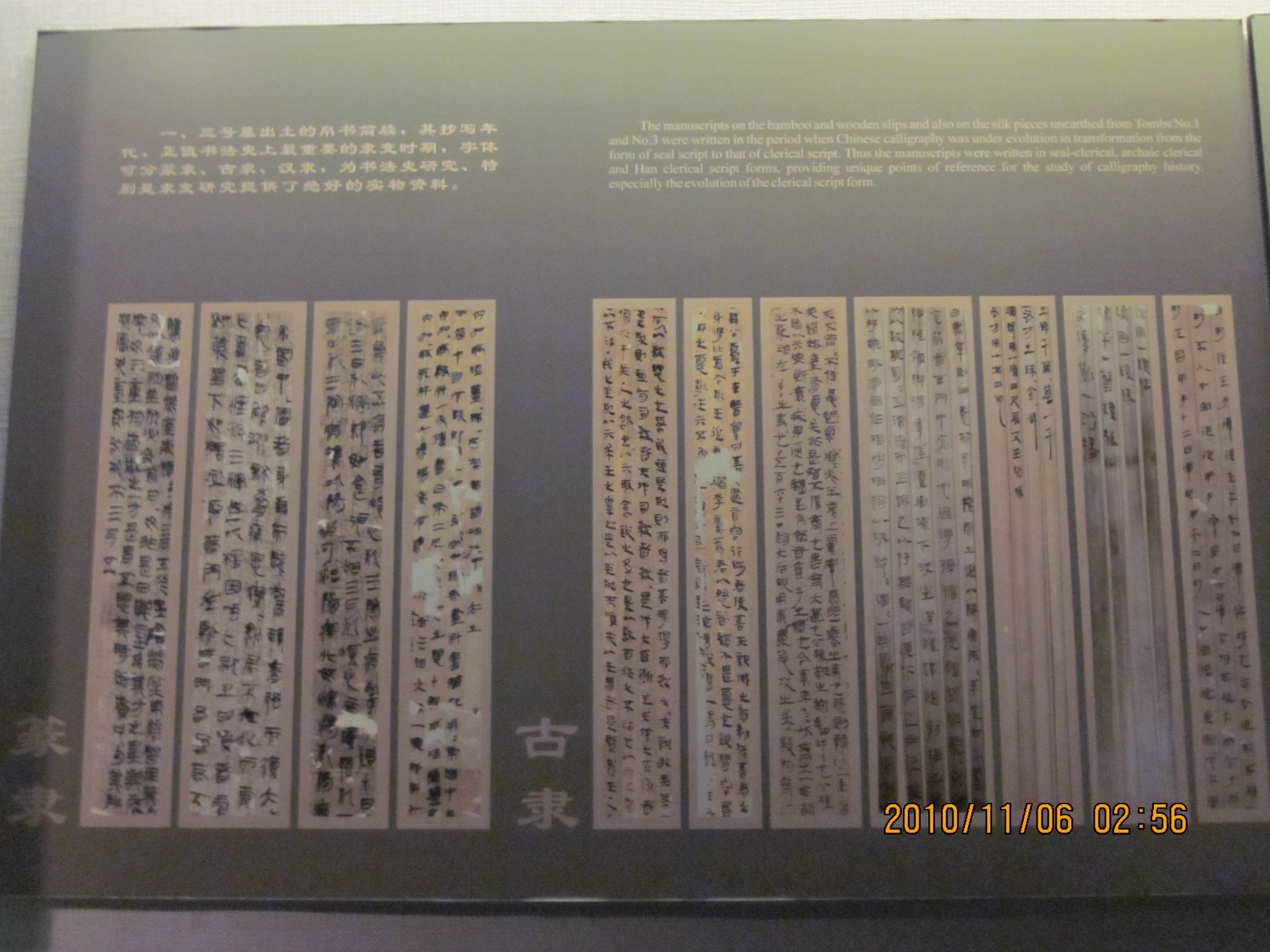
帛書馬王堆漢墓出土品